# Сортавала
Со́ртавала, или Сортава́ла (фин. и карел. Sortavala, швед. Sordavala; с 1721 по 1918 год — Се́рдоболь или Сердобо́ль) — город республиканского значения в России в составе Республики Карелия, расположенный в Северном Приладожье. Административный центр Сортавальского муниципального района, образует Сортавальское городское поселение.
Входит в перечень исторических городов России.

## Этимология
Точное толкование названия города до сих пор отсутствует.
Одна из религиозных легенд связана с близостью к городу Валаамского и Коневецкого монастырей. По этой легенде, «сортавала» переводится как «власть чёрта» (фин. sorta — от русского «чёрт», valta «власть») — будто бы именно к этому берегу причалила изгнанная первыми иноками при освящении Валаама нечистая сила.
По другой версии, основоположником которой является академик Яков Грот, название города происходит от финского причастия sorttawa («рассекающий»), которое могло относиться к разделяющему город на две половины заливу Ладожского озера — Вакколахти.
По ещё одной версии версии, топонимы с суффиксом -la в прибалтийско-финских языках в основном связаны с возникновением постоянных земледельческих поселений. Эти названия часто имеют антропонимическое происхождение, то есть восходят к имени, фамилии или прозвищу первопоселенца. На основе современных фамилий и письменных источников выявлена группа прибалтийско-финских отглагольных имён или прозвищ с причастным суффиксом -va. Sortavala также может происходить от имени или прозвища Sortava, производного от финского глагола sortaa (карел. sordua) со значением «повергать, валить (лес), косить (траву)».
Так или иначе, все версии о прибалтийско-финском происхождении слова «Сортавала» подразумевают его карельскую этимологию. Не исключается и версия приспособления к карельско-шведскому произношению русского слова Сердоболь-Сердоволь. Однако элемент -боль может быть искажённым прибалтийско-финским pala «участок земли» или palo «пожога».

## Символика

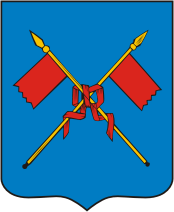
Герб Сортавалы 1788 года

История символики Сортавалы восходит к концу XVII века, когда находившееся под шведским владычеством Сордавалльское графство было отдано во владение семьи Банер. Впоследствии из герба именно этой семьи были позаимствованы перекрещённые кавалерийские пики с флажками (банеры) для создания городской символики. После взятия Сердоболя русскими войсками городские символы не менялись, а 4 октября 1788 года были официально утверждены Екатериной II по докладу Сената «О гербах городов Рижской, Ревельской и Выборгской губернии и некоторых городов Олонецкого наместничества» (закон № 16716). Тогда сердобольский герб описывался так:
Сердобольский старый. В голубом поле на золотых древках красные знамёна, положенные крестообразно.
К концу XIX века герб стал выглядеть более пышно: добавились золотые шнуры на пиках, а флаги стали не чисто красными, а с белыми треугольниками, это сделало его более похожим на родовой герб Банеров. Именно в таком виде герб изобразил в 1892 году финский архитектор Аминов на плане города, что стало каноническим изображением и было утверждено, вместе с «Положением о гербе», решением малого городского совета народных депутатов 28 декабря 1991 года в качестве современного символа Сортавалы. Статья вторая Положения гласит:
Герб г. Сортавала представляет собой картуш с короной. На картуше на голубом поле изображены флаги, положенные крестообразно. Цвет флагов красный, с белым треугольником в середине. Цвет древков, короны и окантовки картуша — золотой.

## История

### С древности до XVII века

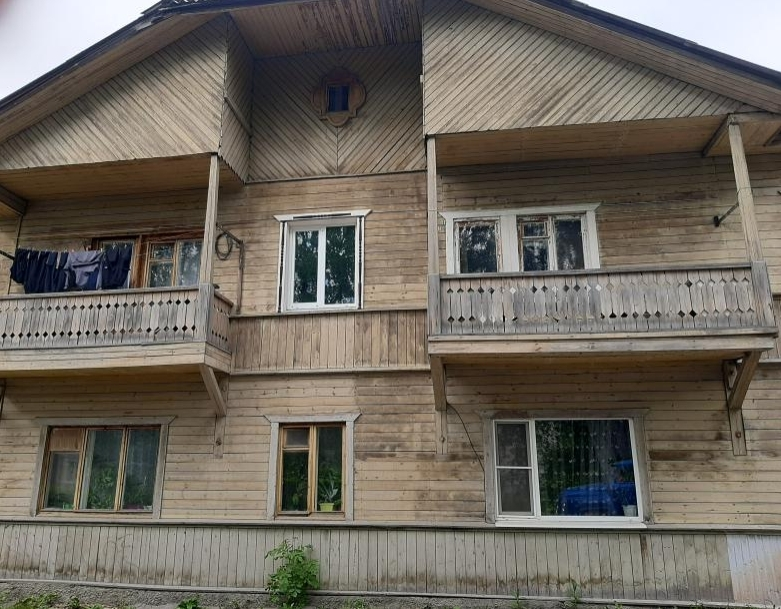
Образец деревянной архитектуры, изобилующей в городе

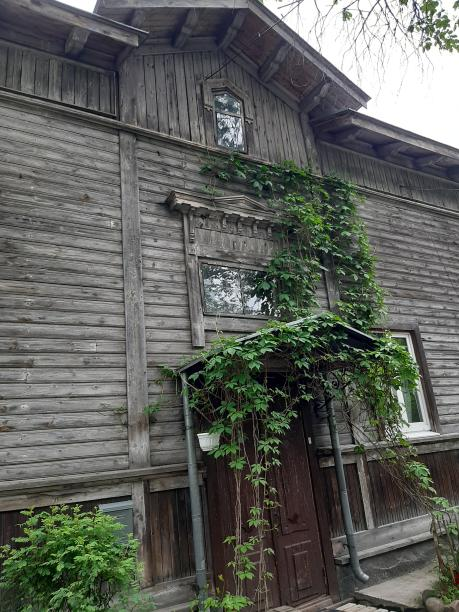

Территория нынешнего города Сортавалы издавна была населена людьми, о чём свидетельствуют археологические находки каменного и железного веков близ Нукутталахти (остров Риеккала), эпохи викингов в Хернемяки и Хелюля. В городище Паасо с конца I тысячелетия существовало укреплённое поселение.
Известно, что уже во второй половине I тысячелетия н. э. ландшафты на месте нынешней Сортавалы обрабатывались земледельцами, которых с определённой долей уверенности можно отождествить с племенем корела.
Первое упоминание острова в русских источниках содержится в Писцовой книге Водской пятины 1500 года, где на острове Риеккала перечислены Никольская церковь — центр Никольского Сердобольского погоста Корельского уезда, а также поселения Попов Берег (скорее всего — двор священника) и Ригола (Риеккала). Селения на острове и в дальнейшем упоминаются в шведских переписных списках, например, в Списке податных домов 1590 года уже под своим карельским названием Papilan randa упоминается Попов Берег с населением 13 дворов, там же указана и Риеккала (Reeckala), самое большое поселение Никольского Сердобольского погоста с населением 30 дворов.
Первое упоминание о поселении встречается в русско-шведском пограничном соглашении 1468 года: «Не должно наносить никакого вреда в Сортевала». Самым ранним источником, регистрирующим этот топоним на русском языке, является «Переписная окладная книга Вотской пятины» 1500 года, где имеется запись: «В Сердовольском же погосте волости монастырские. Волость Спасская Валаамского монастыря в Сердоволе…». Ко времени первого письменного упоминания (XV век) на острове Риеккалансари сформировался центр Николо-Сердовольского погоста Корельской земли.

### Под властью Швеции
В 1617 году, согласно Столбовскому мирному договору, Сердовольский погост отошёл к Швеции.

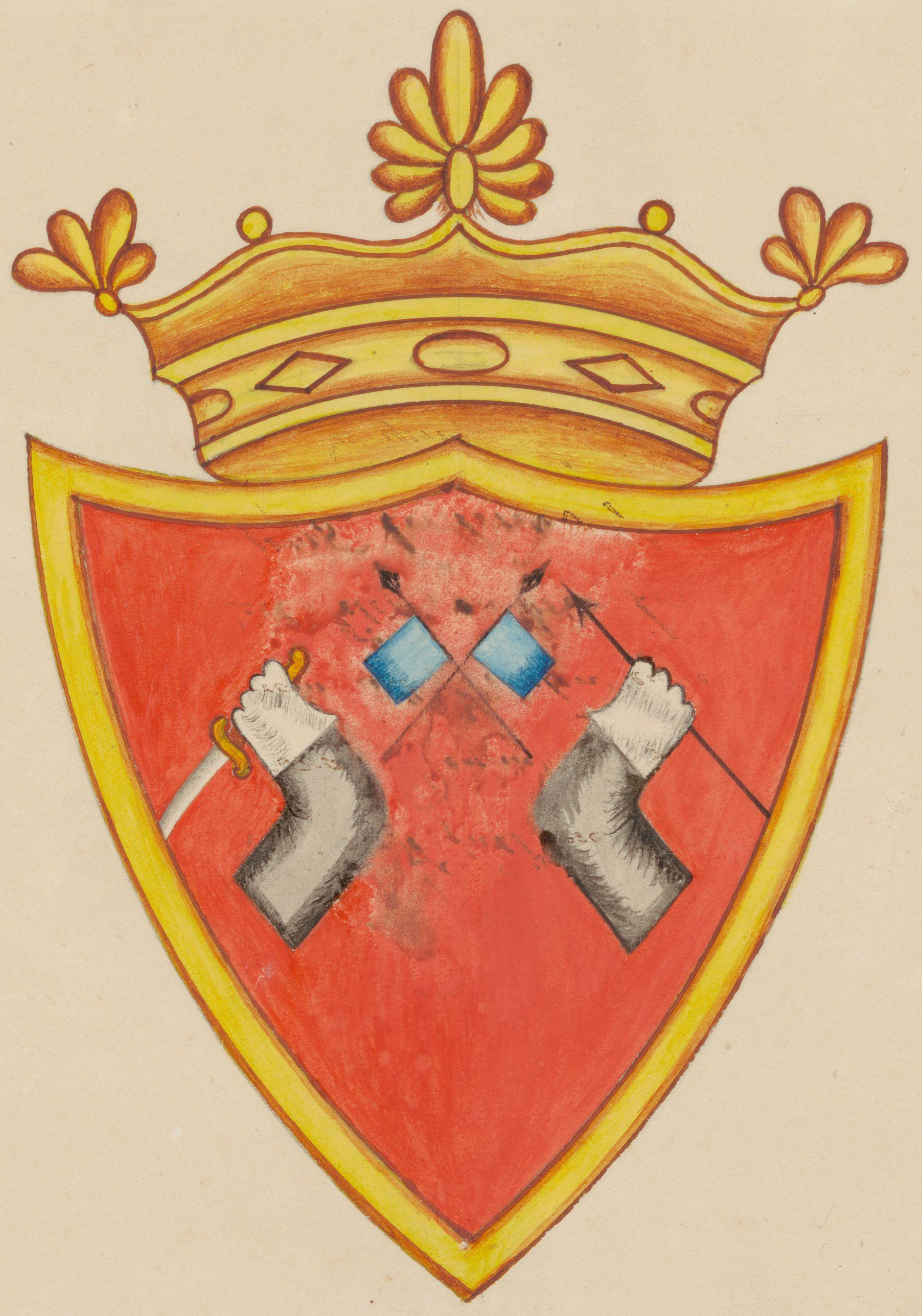
Шведский герб Сордавалы

В 1632 году неподалёку от погоста по указу короля Густава II Адольфа было основано селение Сордавалла (швед. Sordavalla), получившее статус города в 1646 году.
В январе 1705 года, в ходе Северной войны, Сордавалла была на три дня захвачена русскими войсками, перешедшими по льду Ладожское озеро.
По Ништадтскому мирному договору 1721 года, вся Старая Финляндия (и Сордавалла в том числе) отошла к России. На отвоёванной территории была образована Выборгская провинция, а Сордавалла была переименована в Сердоболь.

### В составе Российской империи (1721—1917)

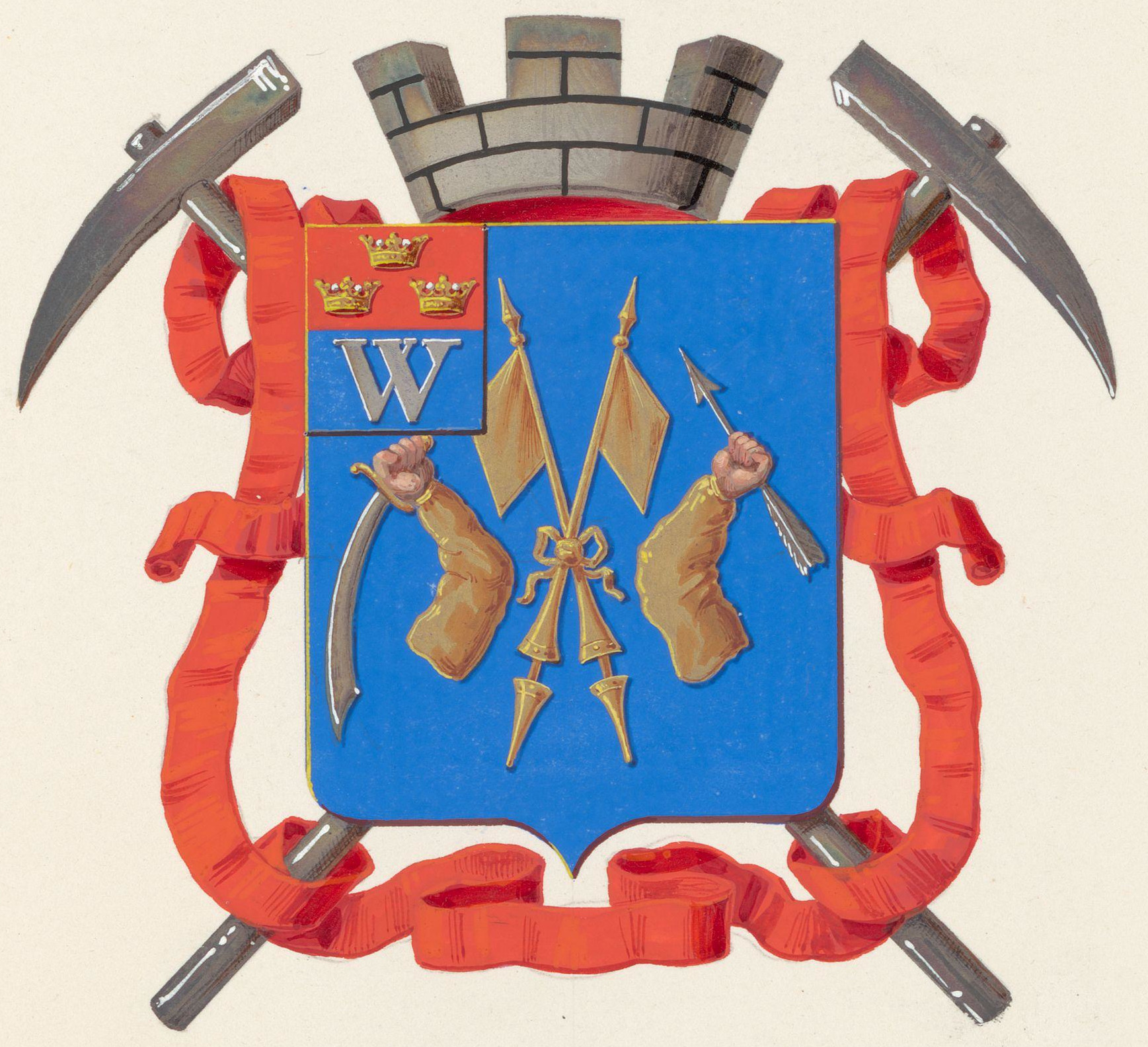
Герб Сордавалы

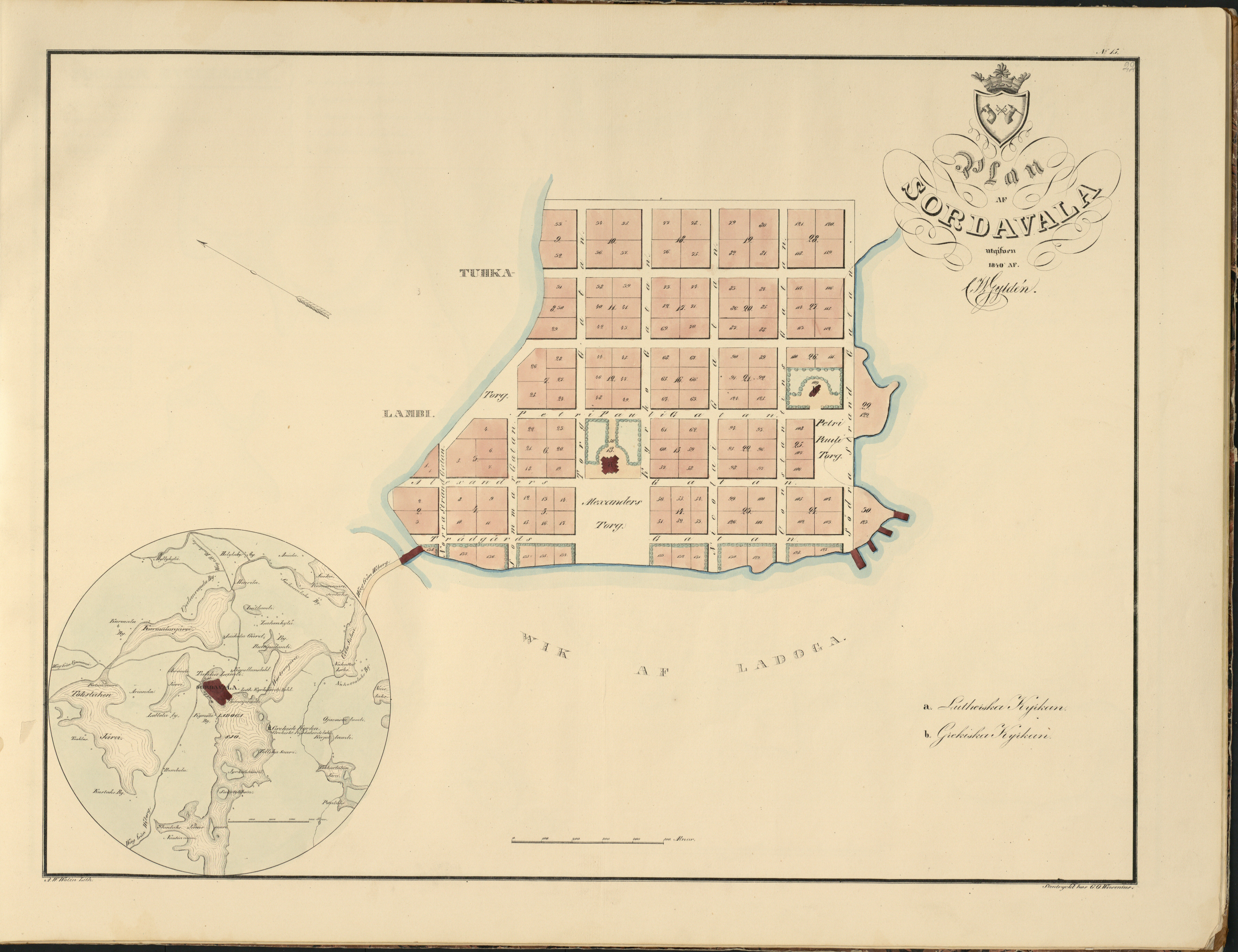
План Сортавалы 1840 года

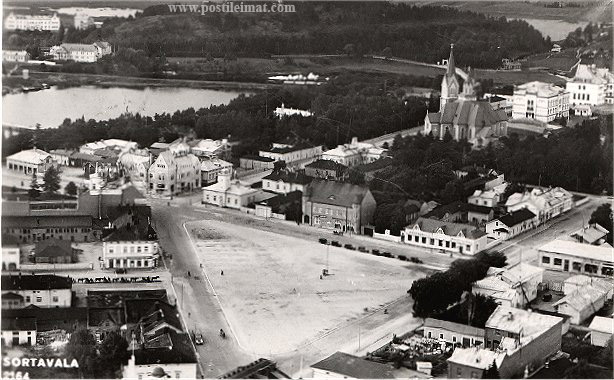
Сортавала в начале XX века

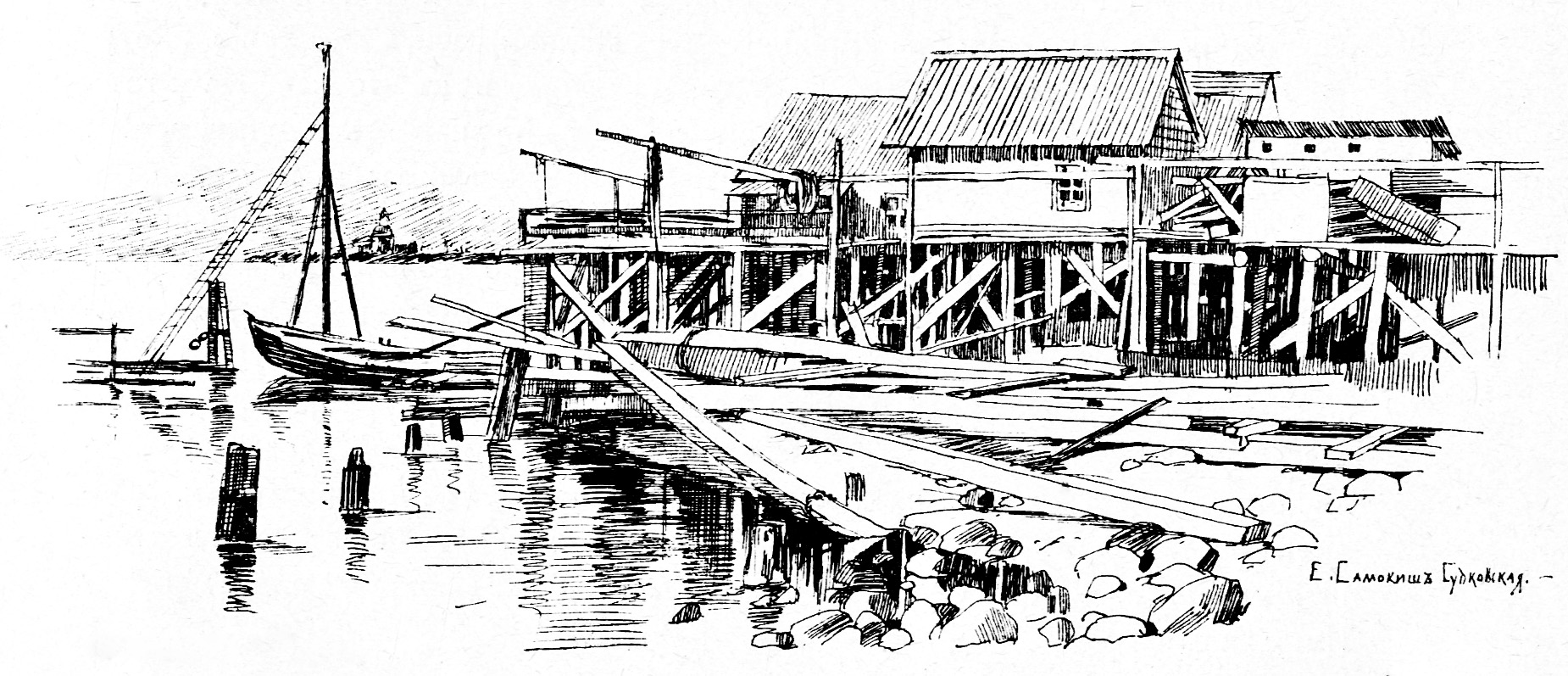
Пристань в Сердоболе, конец XIX века. Рисунок Елены Самокиш Судковской

Во время Северной войны город подвергся сильному разрушению и вновь получил статус города только в 1783 году, в ходе губернской реформы Екатерины II Великой. В ходе этой реформы летом 1783 года Выборгская губерния была преобразована в Выборгское наместничество (без изменения территории).
В 1811 году Выборгская губерния вошла в состав Великого княжества Финляндского (в 1809 году вошедшего в состав Российской империи). Сердоболь был центром Сердобольского уезда, одного из 9 уездов губернии.
В 1873 году была построена каменная церковь во имя апостолов Петра и Павла (ныне — Никольская), в 1881 году открылась учительская семинария, в 1888 году — духовная семинария.
В 1881 году была запущена фабрика по производству мебели, при которой был организован лесопильный завод.
В конце XIX века имелось срочное пароходное сообщение с Санкт-Петербургом, Шлиссельбургом и Валаамом. Жителей было 1336, преимущественно финны. Имелась также финская учительская семинария, низшее ремесленное училище и 1 школа, женская гимназия и мужской лицей, 1 лютеранская и 2 православные церкви (из последних одна XVII века); этнографический музей в здании ратуши. Торговля была незначительна; через Сердоболь вывозился в Россию камень, добываемый у северного берега Ладожского озера, верстах в 8 от города находились ломки чёрного и серо-чёрного сиенито-гранита, гранита и мрамора.
В ноябре 1893 года было завершено строительство 139-км ветки Антреа — Сердоболь (части железной дороги Выборг—Йоэнсуу) — в Сердоболь была проложена железная дорога.
Примерно в 1900 году в городе начал работать машиностроительный завод. Именно он, вероятно, был реорганизован в верфь Sortavalan Telakka ja Konepaja Oy, строительство производственных корпусов которой в Сердобольском уезде упоминается в 1916 году.
В 1901 году по проекту архитектора Юхана Аренберга было построено здание мужского лицея, в 1911 году — здание женской школы. В 1908 году в городе открылась торгово-промышленная школа.

### В составе независимой Финляндии (1918—1940)

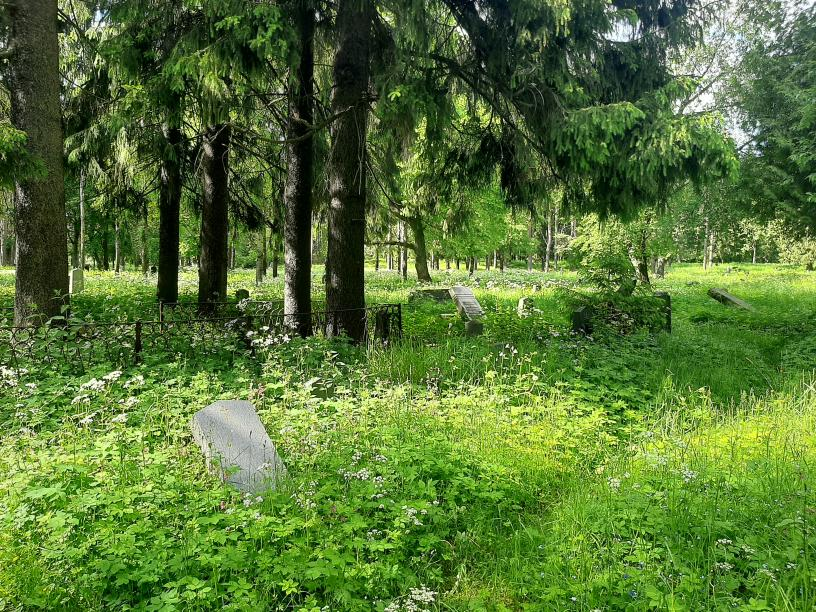
Финское кладбище в городе

В 1918 году, когда Великое княжество Финляндское стало независимой страной Финляндией, Сердоболь был переименован в Сортавалу. В Выборгской губернии Финляндии он был одним из 6 городов.
В 1920 году в Сортавалу из Хельсинки было перемещено Управление Православной церкви Финляндии, в 1931 году был построен комплекс зданий Управления по проекту архитектора Ю. Вийсте.
В 1936 году на городской верфи был построен ледокол «Ааллокас» для защиты границы Финляндии на Ладожском озере.
В конце 1939 года началась Зимняя война. С декабря 1939 по февраль 1940 советская авиация совершала воздушные налёты на Сортавалу. Самая разрушительная массированная бомбёжка произошла 2 февраля 1940 года.

### Военный и послевоенный периоды

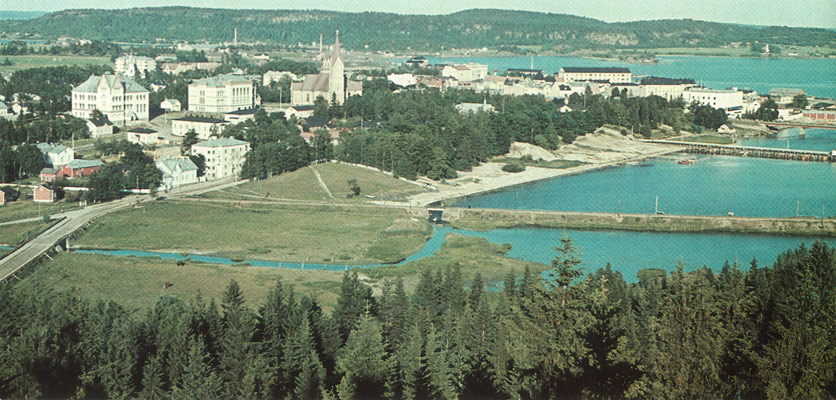
Панорама города в 1939 году

После окончания войны в 1940 году, согласно Московскому договору, город был передан СССР и вошёл в состав новообразованной Карело-Финской ССР. Город стал центром созданного Сортавальского района. Сюда прибывали переселенцы из Ленинграда и других промышленных центров, рабочие и колхозники с Украины, из Белоруссии, Чувашии, Мордовии, Вологодской и других областей СССР.
В августе 1941 года, с началом войны между Германией (в союзе с Финляндией) и СССР, финны вернули контроль над городом и удерживали его до сентября 1944 года. После завершения 19 сентября 1944 года Советско-финской войны 1941—1944 годов согласно заключённому Московскому перемирию было восстановлено действие Московского договора 1940 года — Сортавала снова отошла к СССР. В сентябре прошла вторая эвакуация мирного финского населения из Сортавалы. 22 сентября 1944 года от станции Сортавала отошёл последний поезд с беженцами.
В мае 1945 года в Сортавалу прибыл первый эшелон колхозников Сортавальского района, возвращённых из Вологодской области, куда они были эвакуированы в 1941 году.
В 1944 году в городе были восстановлены фанерный и рыбный заводы, суконная фабрика.

### Советский период

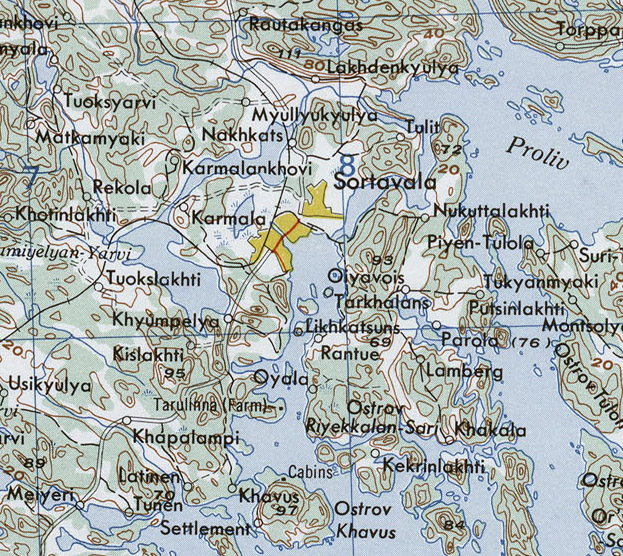
Сортавала на карте 1954 года Картографической военной службы США

В 1958—1998 годы действовал Сортавальский мебельно-лыжный комбинат.
31 октября 1958 года Сортавала утратила статус города республиканского подчинения и была включена в Сортавальский район.
В 1963—1972 годах в состав Сортавалы входил рабочий посёлок Хелюля.
С 1970 года Сортавала — самостоятельная административно-территориальная единица, сортавальскому городскому совету были подчинены поселковые и сельские советы посёлков Валаам, Вяртсиля, Заозёрный, Кааламо, Пуйккола, Рускеала, Хаапалампи и Хелюля.
В 1990 году Сортавале был присвоен статус исторического города России.

## Физико-географическая характеристика

### Расположение и рельеф

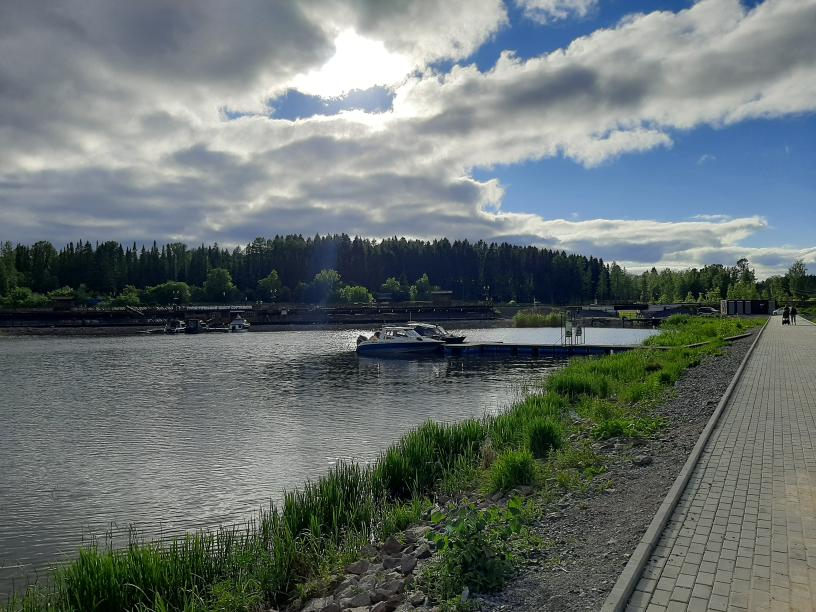
Набережная Сортавалы летом (июнь 2022 года)

Город расположен на северном берегу Ладожского озера, в 270 км от Санкт-Петербурга и в 240 км от Петрозаводска. Рельеф города связан с геологическими процессами формирования Балтийского кристаллического щита: это пересечённость, обильные скальные выходы, сложенные гранитами, гранито-гнейсами и слюдяными сланцами. Центральная часть города расположена «амфитеатром» на огромном каменном кряже. В черте городской застройки скалы формируют ряд возвышенностей.

### Растительность и животный мир

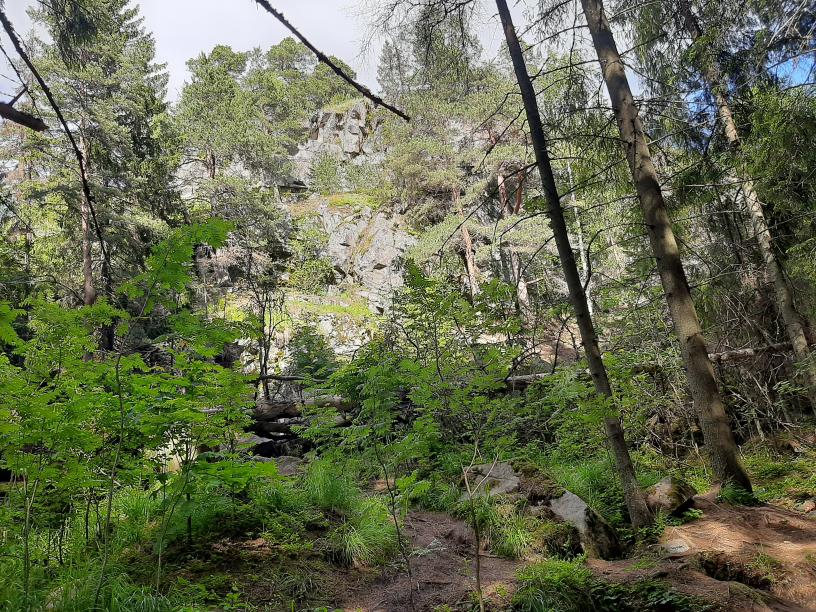
Лес в скалистой местности недалеко от города

Встречающиеся на землях города лесные участки представлены сосной, елью, березой, рябиной и другой флорой, обычной для этого региона. В 8 км к югу от Сортавалы — возле так называемой дачи Винтера — расположены городской дендропарк и Сортавальский ботанический заказник. На территории ботанического заказника зарегистрировано более 250 видов растений, произрастающих в естественных условиях, среди них — вяз, липа мелколистная, клён остролистный, старые экземпляры березы карельской. В дендропарке, заложенном доктором Винтером в начале XX века, произрастает 76 видов древесных интродуцентов, в том числе 20 редких для региона видов.
Животный мир представлен в основном обитателями Ладожского озера и других озёр, прилежащих к Сортавале. Это 58 видов различных рыб, ценнейшими из которых являются лососёвые. В водах Ладоги можно встретить и занесённый в Красную книгу России редкий вид пресноводных ластоногих — ладожскую нерпу.

### Климат
Город Сортавала приравнен к районам Крайнего Севера. Климат близок к умеренно холодному климату и соответствует Dfb согласно классификации климата Кёппена — Гейгера.
Благодаря влиянию Ладоги климат Сортавалы достаточно мягкий: лето умеренно тёплое (средняя температура летних месяцев — +15°), зима умеренно мягкая (средняя температура февраля — −8,6°), однако в отдельные годы может фиксироваться температура до +30° летом и до −40° зимой; осадков — до 600 мм в год. Благодаря особому микроклимату город известен как климатический курорт для больных сердечными и лёгочными заболеваниями (особенно туберкулёзом лёгких), развито санаторно-курортное лечение.
| Показатель | Янв.  | Фев.  | Март  | Апр.  | Май  | Июнь | Июль | Авг. | Сен. | Окт. | Нояб. | Дек.  | Год   |
| --- | ----- | ----- | ----- | ----- | ---- | ---- | ---- | ---- | ---- | ---- | ----- | ----- | ----- |
| Абсолютный максимум, °C                                                                                       | 7,2   | 8,8   | 15,0  | 18,9  | 28,4 | 30,8 | 31,7 | 30,0 | 26,5 | 17,4 | 10,4  | 8,5   | 31,7  |
| Средний суточный максимум, °C                                                                                 | −6    | −6    | 0     | 5     | 13   | 18   | 21   | 19   | 13   | 6    | 0     | −3    | 7     |
| Средняя температура, °C                                                                                       | −9,4  | −9,3  | −4,8  | 1,5   | 8,4  | 13,8 | 16,5 | 14,8 | 9,5  | 4,0  | −1,4  | −6    | 3,2   |
| Средний суточный минимум, °C                                                                                  | −13   | −13   | −9    | −2    | 3    | 8    | 11   | 10   | 5    | 1    | −3    | −9    | −1    |
| Абсолютный минимум, °C                                                                                        | −42,8 | −40,5 | −33,4 | −23,4 | −6,7 | −0,7 | 2,6  | −1   | −5,8 | −13  | −24,8 | −39,9 | −42,8 |
| Норма осадков, мм                                                                                             | 38    | 38    | 25    | 33    | 36   | 48   | 58   | 69   | 64   | 61   | 58    | 51    | 579   |
| Источник: Туристический портал. Дата обращения: 17 марта 2020. Thermo-Karelia. Дата обращения: 17 марта 2020. |       |       |       |       |      |      |      |      |      |      |       |       |       |

| Показатель                                                                                  | Янв.  | Фев.  | Март  | Апр.  | Май  | Июнь | Июль | Авг. | Сен. | Окт. | Нояб. | Дек.  | Год  |
| ------------------------------------------------------------------------------------------- | ----- | ----- | ----- | ----- | ---- | ---- | ---- | ---- | ---- | ---- | ----- | ----- | ---- |
| Абсолютный максимум, °C                                                                     | 4,3   | 6,8   | 10,7  | 18,0  | 28,2 | 31,1 | 35,4 | 30,3 | 22,6 | 20,7 | 11,4  | 8,4   | 35,4 |
| Средний суточный максимум, °C                                                               | −5,9  | −4,2  | 1,0   | 7,4   | 15,7 | 18,6 | 22,7 | 20,6 | 14,9 | 7,2  | 2,4   | −2    | 8,2  |
| Средняя температура, °C                                                                     | −8,6  | −7,1  | −3,1  | 2,9   | 10,4 | 14,0 | 18,1 | 16,1 | 11,2 | 4,4  | 0,7   | −4,1  | 4,6  |
| Средний суточный минимум, °C                                                                | −11,5 | −10,4 | −7,3  | −1,5  | 4,7  | 8,8  | 13,3 | 11,6 | 7,6  | 1,5  | −1,4  | −6,6  | 0,7  |
| Абсолютный минимум, °C                                                                      | −33   | −31,9 | −26,3 | −15,8 | −5,4 | 0,7  | 4,5  | 1,6  | −1,3 | −12  | −19   | −31,3 | −33  |
| Норма осадков, мм                                                                           | 49    | 42    | 32    | 36    | 42   | 70   | 77   | 94   | 68   | 73   | 66    | 72    | 721  |
| Источник: Компиляция данных с метеостанции. Погода и климат. Дата обращения: 17 марта 2020. |       |       |       |       |      |      |      |      |      |      |       |       |      |

## Демография

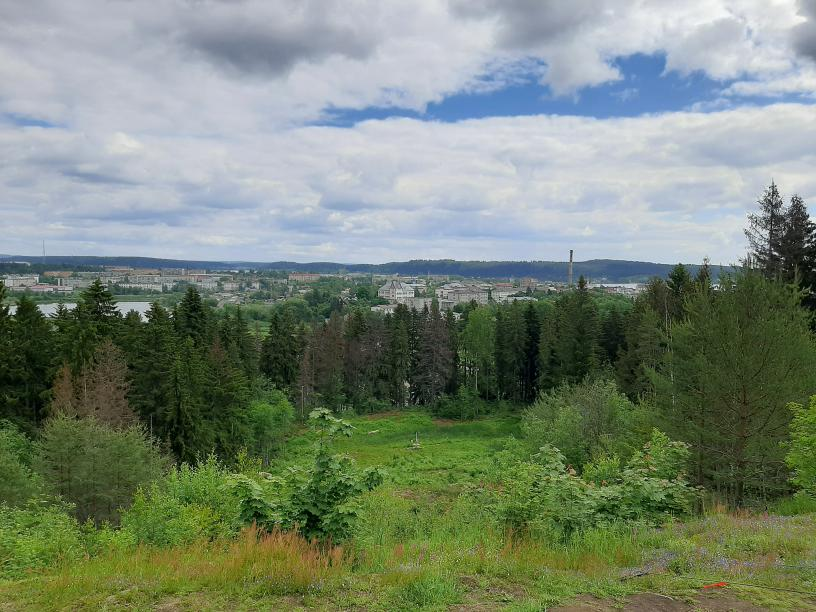
Вид на город с возвышенности (в июне 2022 года)

### Этническая история
Древнейшим населением Северного Приладожья, фиксируемым на основании данных топонимики и фольклора, являются саамы, или лопари. Со второй половины I тысячелетия н. э. здесь обнаруживаются следы земледелия (остров Риеккалансари), археологические памятники (городище Паасо, X век), что обычно отождествляется с приходом корелы, прибалтийско-финского племени. В XIII веке корела была крещена князем Ярославом Всеволодовичем, но, вероятно, ещё долго сохраняла также и собственные языческие верования.
Вторая половина XVI — начало XVII веков ознаменовались длительными войнами между Швецией и Россией, после которых этническая структура населения Николо-Сердовольского погоста резко меняется: население края значительно сокращается вследствие бедствий военного времени, а также опричного разгрома 1570 года и крупных эпидемий. После перехода всего Корельского уезда под власть Швеции (1617 год) начинается массовая миграция в Россию из-за репрессивной политики шведских властей в отношении православного карельского населения. Эти переселенцы известны сейчас под названием тверские карелы. Население основанного шведами в XVII веке города Сордавала сильно уменьшилось во время Северной войны и восстановилось лишь ко второй половине XVIII века.
В XIX веке население было уже преимущественно финским, жило также небольшое количество русских и шведов. После двух советско-финских войн 1939—1940 и 1941—1944 годов этнический состав населения Сортавалы сменился вторично: вместо финнов, в полном составе эвакуированных в Финляндию, в город прибыли переселенцы из республик СССР, в основном — русские, украинцы и белорусы. Тем не менее небольшая община финнов проживает в городе по сей день.
Несмотря на то, что Сортавала и Сортавальский район находятся в составе Республики Карелия, карелы составляют здесь и в соседнем Лахденпохском районе абсолютное меньшинство населения, что связано со сложной историей этого региона и переселенческой политикой властей СССР. По данным Всероссийской переписи населения 2002 года, карелы вместе с близкородственными им финнами составляют всего 4,4 % населения района — 1537 человек.

### Численность населения
| 1897    | 1959    | 1967    | 1970    | 1979    | 1989    | 1992    |
| ------- | ------- | ------- | ------- | ------- | ------- | ------- |
| 1600    | ↗17 611 | ↗21 000 | ↗22 188 | ↘21 618 | ↗22 579 | ↗22 800 |
| 1996    | 1998    | 2000    | 2001    | 2002    | 2003    | 2005    |
| ↘21 700 | ↘21 200 | ↘20 600 | ↘20 200 | ↗21 131 | ↘21 100 | ↘20 500 |
| 2006    | 2007    | 2008    | 2009    | 2010    | 2011    | 2012    |
| ↘20 100 | ↘19 800 | ↘19 500 | ↘19 374 | ↘19 235 | ↘19 200 | ↘19 174 |
| 2013    | 2014    | 2015    | 2016    | 2017    | 2018    | 2019    |
| ↘19 034 | ↘18 857 | ↘18 830 | ↘18 746 | ↗18 762 | ↗18 801 | ↗18 847 |
| 2020    | 2021    | 2023    |         |         |         |         |
| ↘18 831 | ↘14 867 | ↘14 787 |         |         |         |         |

## Религия

### Православная община

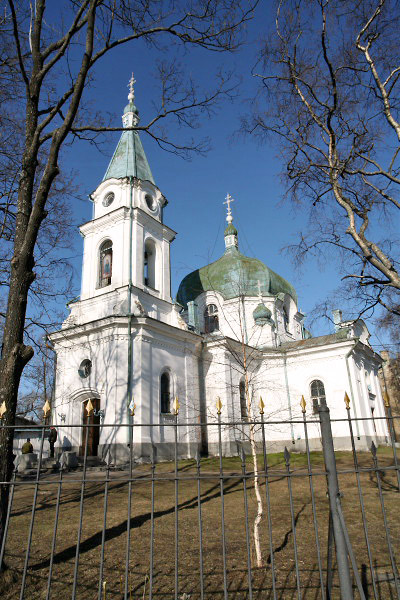
Православная церковь Николая Чудотворца

Православие в городе имеет давнюю историю, ведь сама эта местность некогда (как минимум с XV века) являлась центром Никольского Сердобольского погоста, главным атрибутом которого была церковь Николая Чудотворца на острове Риеккалансари. На историческом месте церковь стоит и сейчас, она относится к подворью Валаамского ставропигиального мужского монастыря. В 1913 году в Финляндской и Выборгской епархии было учреждено Сердобольское викариатство. После обретения Финляндией независимости Сортавала стала столицей финского православия, в ней находились правление Финской православной церкви и духовная семинария, готовящая православных священников для всей Финляндии.
В 1947 году, вскоре после вхождения Сортавалы в состав СССР, в городе была зарегистрирована православная община. Ныне приход относится к Приладожскому благочинному округу, возглавляемому благочинным протоиереем Андреем Бондаренко, настоятелем Никольского храма. Всего в распоряжении общины 2 городских храма, помимо главного — Никольского, существует и небольшая церковь Иоанна Богослова, бывшая в 1930-х годах домовым храмом архиепископа Финляндской православной церкви.

### Лютеранская община
Сортавальский приход Евангелическо-лютеранской церкви Эстонии впервые был официально зарегистрирован в 1990 году. В 1992 году приход вошёл в состав созданной в то время Евангелическо-лютеранской церкви Ингрии. В 1996—1998 годах был построен приходской дом, в котором в настоящее время и проводятся богослужения.
Кроме того, Сортавала является центром Карельской евангелическо-лютеранской церкви. Первый епископ — Раймо Яаттинен (1997—2014). В настоящее время епископом Церкви является Александр Кузнецов. В церкви практикуются богослужения на финском языке. Богослужения проводятся в Лютеранском храме по улице Фабричной, 12.

## Органы власти

### Местное самоуправление

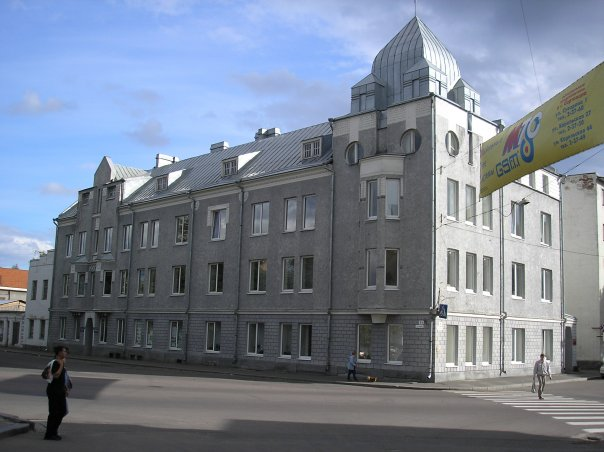
Администрация города находится в Доме купца Сиитонена. Арх. Пааво Уотила

Сортавала является центром Сортавальского городского поселения и управляется главой администрации поселения (мэром). В подчинении администрации поселения находятся также посёлки Заречье, Красная горка, Ламберг, Лахденкюля, Нукутталахти, Оявойс, Рантуэ, Токкарлахти, Хюмпёля, Валаам.
В городском Совете 15 депутатов, один из которых избирается председателем совета.

### Районные органы власти
В городе на улице Кирова, д. 11 расположена администрация Сортавальского муниципального района, а также совет депутатов Сортавальского района.
Судебную власть в городе и районе осуществляет Сортавальский городской суд.

## Экономика

### Промышленность
В советское время город развивался как промышленный центр, в нём работали швейная фабрика, пивоваренный завод, мясокомбинат, молочный завод (закрытый в 2010 году), книжная типография, а также металлургический завод. Крупнейшим предприятием был мебельно-лыжный комбинат. Сортавальская промышленность выпускала 5 % от общего объёма производимой в Карелии продукции. В настоящее время объёмы производства значительно снизились, в том числе на мебельно-лыжном комбинате; на его территории существует несколько малых предприятий деревообработки. В настоящее время в городе также работает рыбоперерабатывающий завод «Карельский комбинат».
Развита торговля лесом, строительство (как в городе, так и в окрестностях).

### Жилищно-коммунальное хозяйство

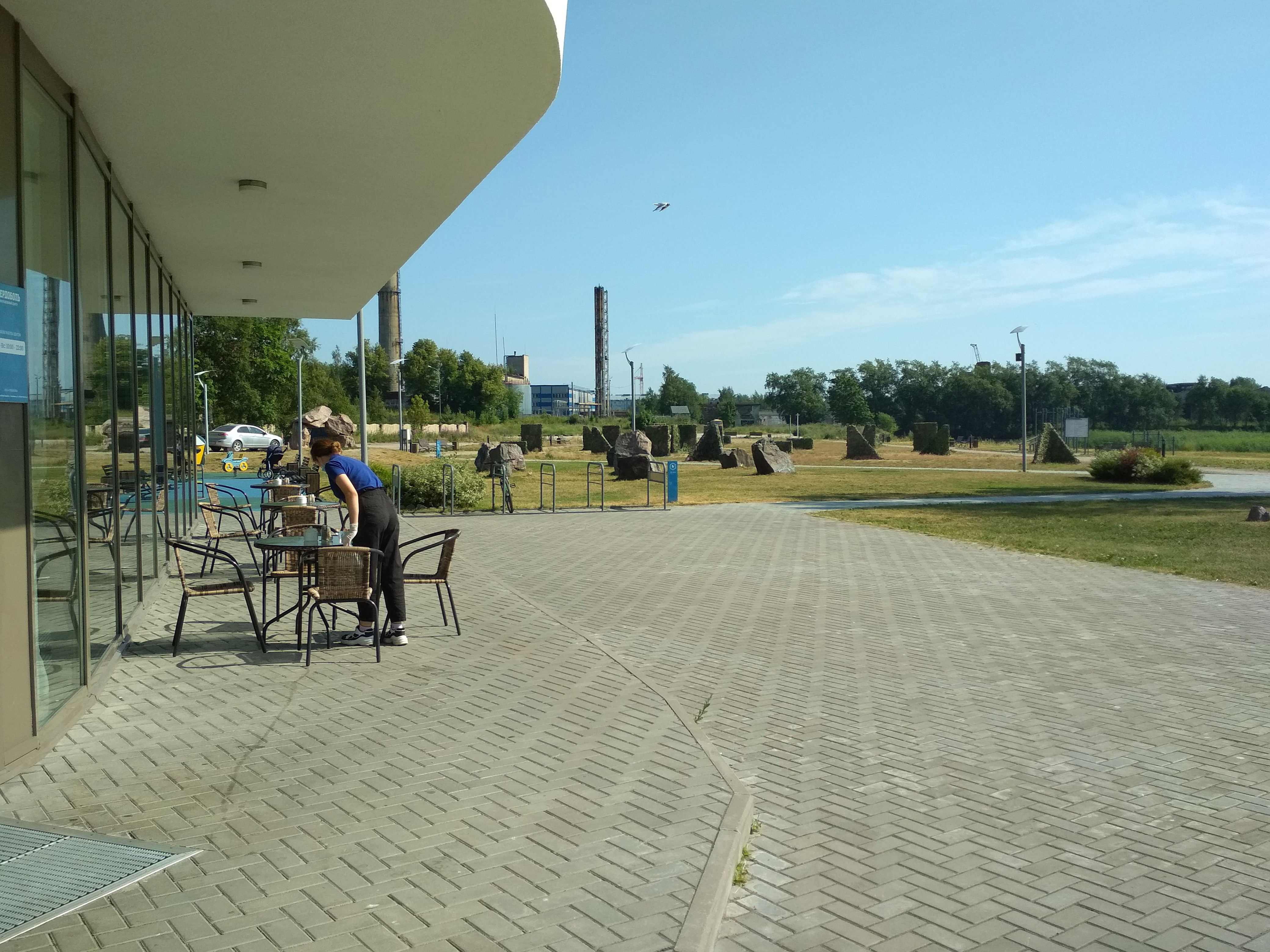
Трубы городской котельной

Поставку тепла в Сортавалу обеспечивает ООО «Петербургтеплоэнерго», электроэнергию поставляет ОАО «Карельская энергосбытовая компания».
Главной организацией, снабжающей город водой, и принимающей стоки на очистку, является ЗАО «Карелводоканал», в её ведении находится 7 водозаборов, в том числе: 7 водопроводных станций I подъёма, водопроводные насосные станции II подъёма; 2 водоочистные станции; 14 канализационных насосных станций; 5 канализационных очистных сооружений.

### Торговля и сфера услуг
Город имеет богатую историю проведения ярмарок, уходящую корнями во времена Николо-Сердовольского погоста. После полувекового периода забвения этой традиции агропромышленные ярмарки в Сортавале были возобновлены в 2000 году, они проводятся весной в конце мая и осенью в конце сентября — начале октября.

### Туризм

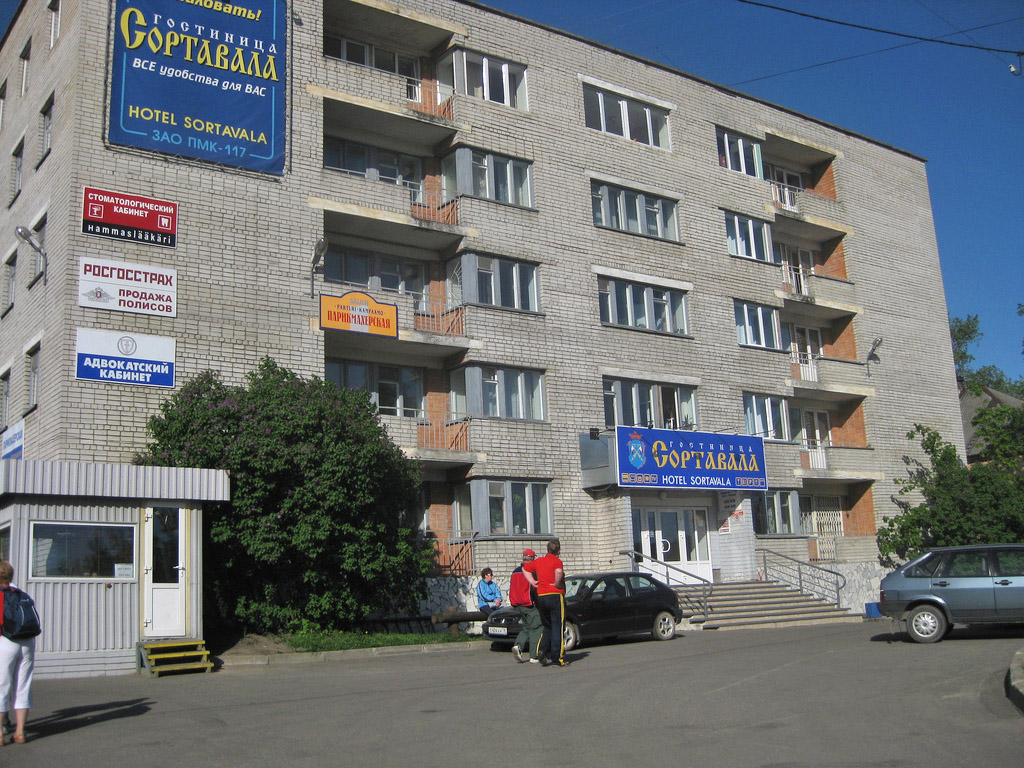
Гостиница «Сортавала»

Сортавала является вторым после Петрозаводска туристическим центром Республики Карелия. Немаловажную роль в этом играет то, что город — один из отправных пунктов водных туристических маршрутов на Валаам: от главной пристани города отходят быстроходные «Метеоры» и небольшие теплоходы, перевозящие до 20 % от общего числа паломников и туристов, желающих посетить этот остров.
Большой поток иностранных туристов даёт так называемый ностальгический туризм бывших жителей Приладожья, проживающих ныне в Финляндии, а также участие города в международном туристическом маршруте «Голубая дорога», протянувшемся от побережья Норвегии через Швецию и Финляндию до карельского города Пудожа.
В городе развивается и собственная туристическая инфраструктура, работают несколько гостиниц различного класса («Сортавала», «Ладога», «Каунис», «Пиипун Пиха» и др.). Всего в городе насчитывается 11 гостиниц.
Из туристических объектов самой Сортавалы наибольшую привлекательность для туристов имеют выставочный центр работ сортавальского художника Кронида Гоголева, работы которого выполнены резьбой по дереву, музейно-туристический центр Северного Приладожья имени Т. А. Хаккарайнена, здания старой Сортавалы, построенные известнейшими архитекторами в конце XIX — первой половине XX века; около 90 зданий города имеют художественно-культурную ценность, однако состояние многих из них весьма плачевно.
Сортавала знаком мне не понаслышке… Интересная история, удивительная старая архитектура. Но всё это находится в запустении. Считаю своей задачей сделать город привлекательным не только для ностальгического финского туриста, но и для инвестора.Александр Сидякин, бывший глава города, 2010 год

## Транспорт

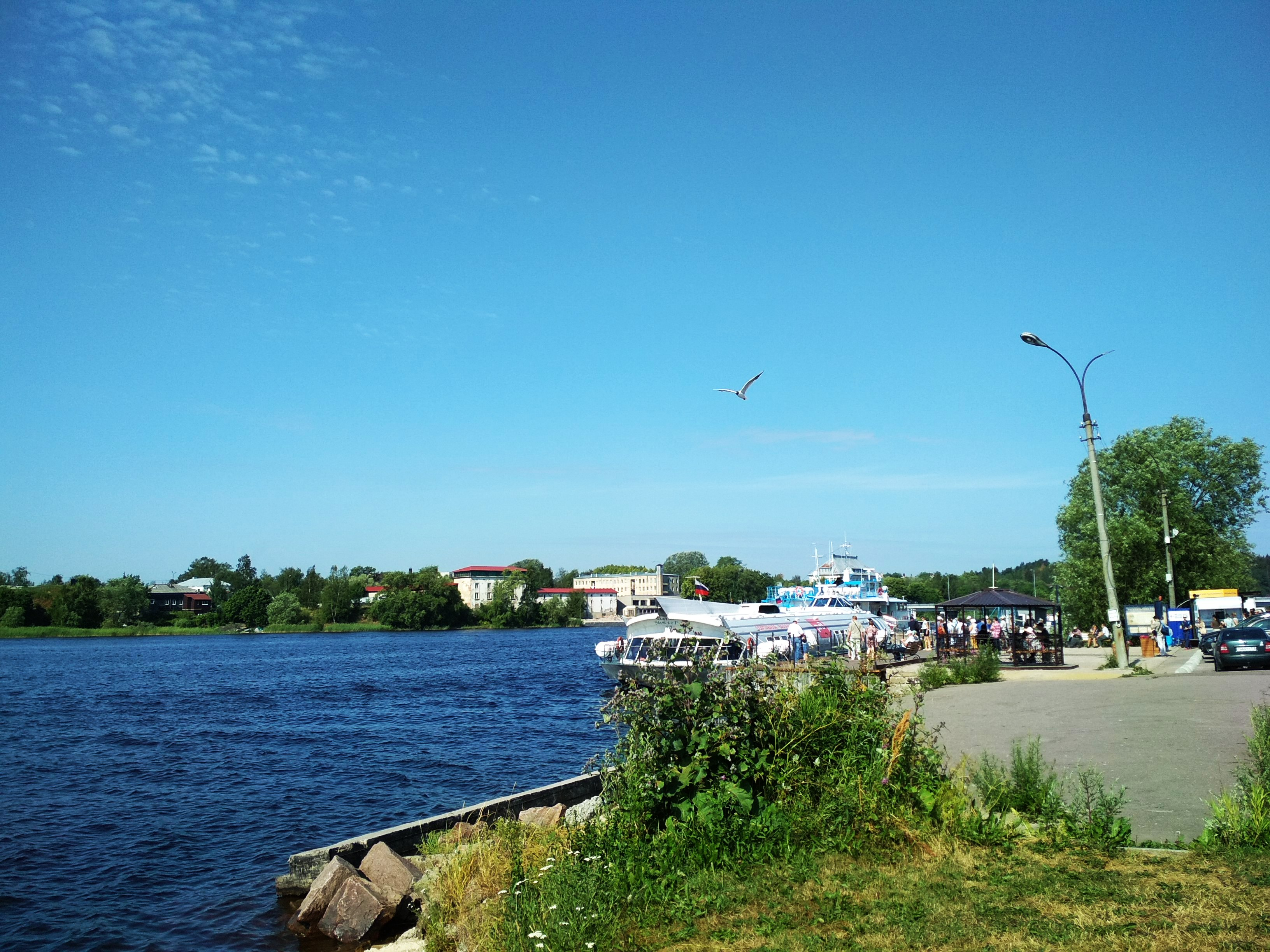
Пристань. «Метеор»

### Железная дорога
Железнодорожная станция Сортавала и платформа Сортавала-Центр Петрозаводского отделения Октябрьской железной дороги.
С 3 июня 2023 года был запущен рейс внутригородского поезда «Ладожская Нерпочка» от станции Сортавала (вокзал) до станции Валаамский причал с остановками Сортавала-центр, Карельская, Александрийская, который действует на период с навигации с конца апреля по начала сентября. По будням рейсы осуществлял рельсовый автобус РА-1, по выходным — туристический состав с обзорным вагоном без окон под паровозом серии 9П. Запуск экотрамвая на аккумуляторах отложен в связи со сложностями в получении оборудования из-за санкций.

### Водный транспорт
От городской пристани отходят суда, доставляющие на остров Валаам туристов и паломников. На Валаам также можно отправиться на катере от Сортавальского яхт-клуба (рядом с гостиницей «Пийпун-пиха»).

### Автобусный транспорт
На 10 апреля 2025 года в городе действует 4 автобусных маршрута:
- № 1 «Улица Маяковского — Хелюля»;
- № 2 «ЦРБ — Хаапалампи»[76];
- № 2А «ЦРБ — Хаапалампи»[77];
- № 5 «Ладожская улица — Туокслахти», движение с 2008 года[78].

Все маршруты обслуживает ООО «Пассажирские перевозки».

## Планировка и застройка
Город вытянут вдоль берега Ладожского озера и трассы А129, в направлении юго-запад — северо-восток, и окружён несколькими менее крупными озёрами. Непосредственно ладожский берег является юго-восточной границей городской застройки, с юго-запада её ограничивают озёра Айранне и Кармаланъярви, в черту города вошло небольшое озеро Тухкалампи. От большой Ладоги город защищён крупным островом Риеккалансари, отделённым от материкового берега проливами Уйттосалми и Ворссунсалми, являющимися водными подходами к Сортавале с северо-востока. На острове расположены несколько посёлков, относящихся к Сортавальскому городскому поселению, с Сортавалой их соединяет понтонный мост. C южной стороны водным подходом к городу служит залив Маркатсимансалми. Историческая часть города делится на две неравные части заливом Вакколахти, причём большая часть остаётся на его северо-восточном берегу; соединяет берега пролива Карельский мост. Новые районы многоэтажной застройки лежат северо-восточнее центра, районы индивидуальных малоэтажных домов — юго-западнее. К северу от новых районов, за мостом через залив озера Кармаланъярви, расположен посёлок Хелюля. На юге город граничит с посёлком Хюмпеля, входящим в Сортавальское городское поселение. Центральной улицей города является Карельская, начинающаяся на юге из трассы А129, и переходящая на севере в дорогу А130.

### Архитектура
Центральная часть города состоит в основном из каменных 3-4-этажных зданий постройки начала XX века (до 1930-х). Как правило, это постройки в стиле северного модерна (национального романтизма), неоклассицизма, наиболее поздние — функционализма, их авторы — известнейшие финские архитекторы Уно Вернер Ульберг, Элиэль Сааринен, Юхан Якоб Аренберг и др. Кроме того, сохранилось большое количество деревянных зданий постройки середины XIX века, как правило в стиле ампир. Наиболее примечательными зданиями являются:
- Здание Банка Финляндии (арх. Уно Ульберг, 1915)
- Здание Объединённого банка северных стран (арх. фирма GLS, 1905)
- Здание лицея (арх. Юхан Якоб Аренберг, 1901)
- Здание гимназии (арх. Юхан Якоб Аренберг, 1911)
- Здание управления православной церкви Финляндии и церковь Иоанна Богослова (арх. Юхани Вийсте, 1935)
- Дом купца Сиитонена (арх. Устин).
- Флигель дома евангелистской общины

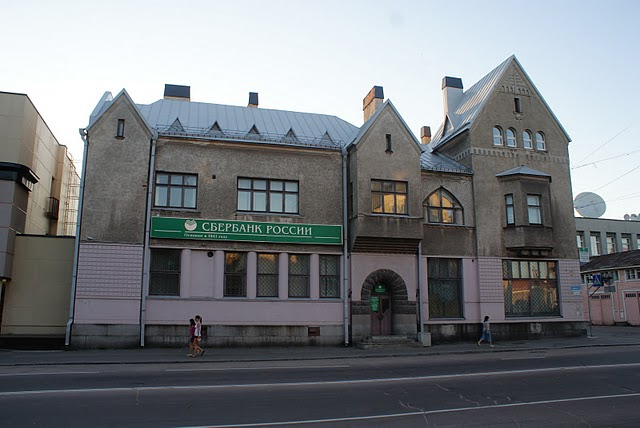
«Дом Леандера». Арх. Элиэль Сааринен
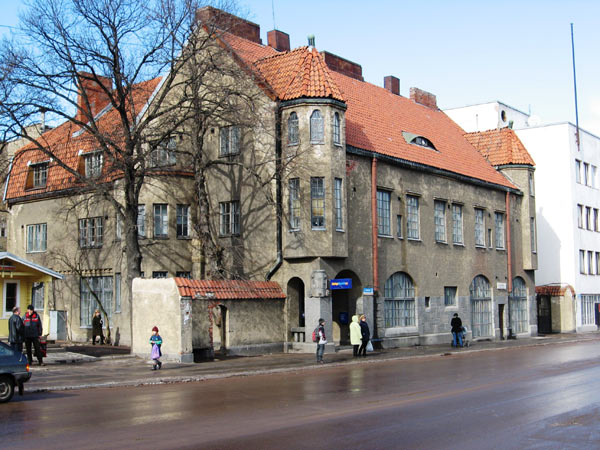
Объединённый банк Северных стран (ныне почта). Арх. Уно Вернер Ульберг
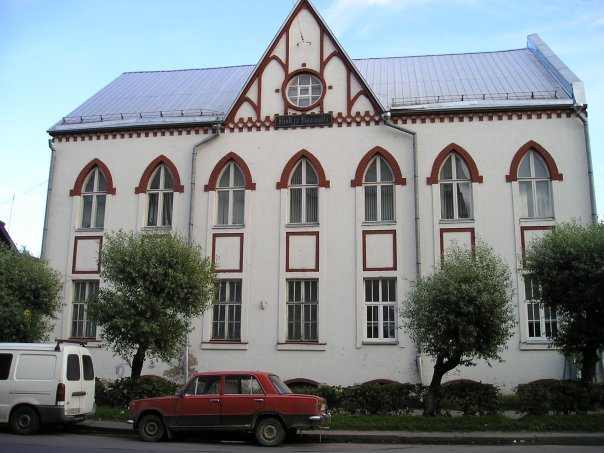
Бывшее здание издательства духовной литературы Risti ja Raamattu. Арх. Вяйне Леандер
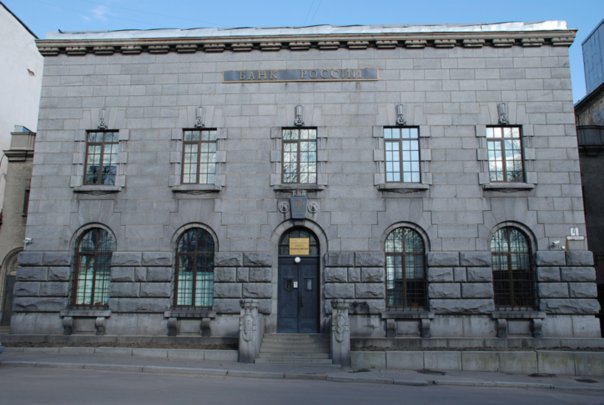
Бывший Финский банк (ныне Банк России). Арх. Уно Вернер Ульберг
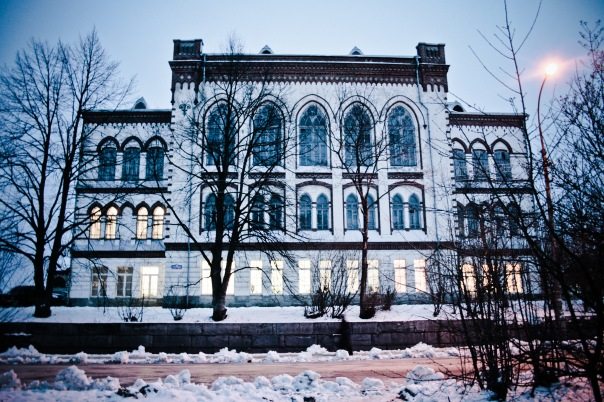
Бывшая женская гимназия. Арх. Юхан Якоб Аренберг
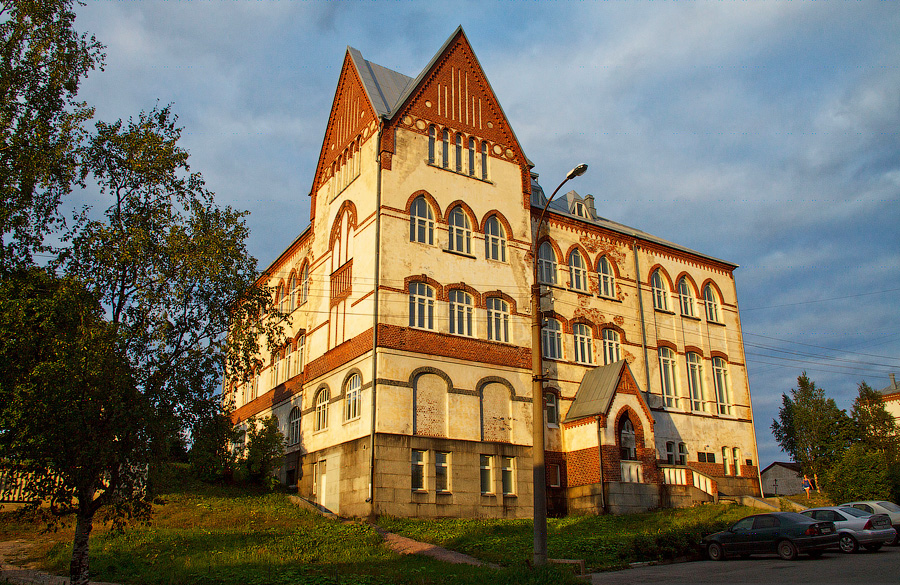
Бывшая женская гимназия
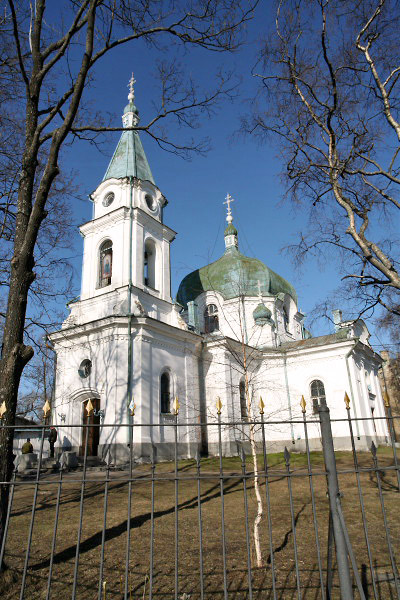
Никольская церковь. Арх. Николай Гребёнка
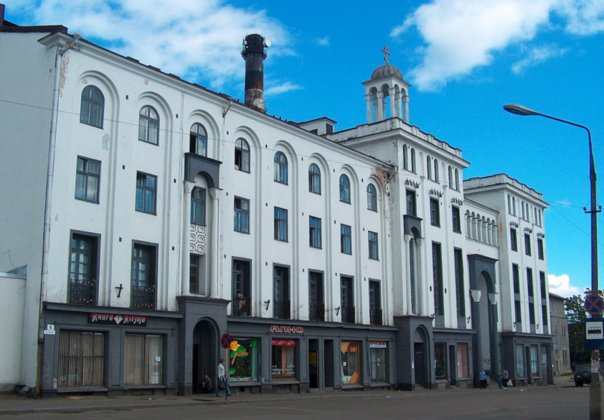
Бывшее управление православной церкви Финляндии, ныне многоквартирный дом. Арх. Юхани Вийсте
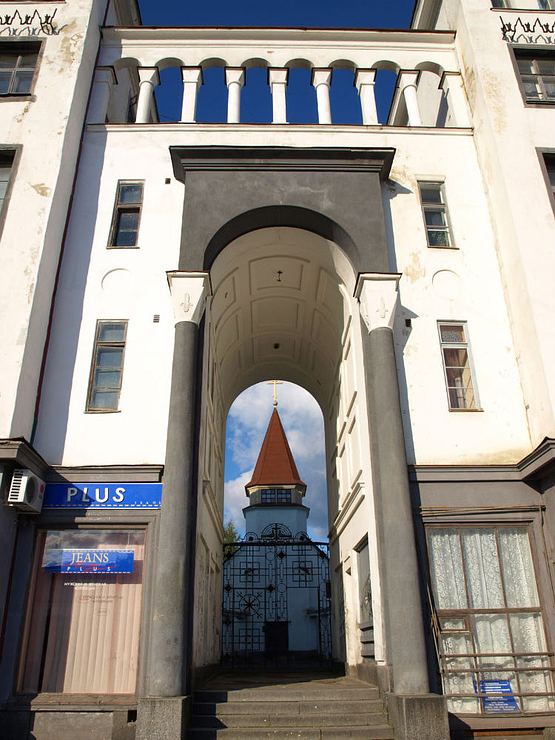
Церковь св. Иоанна Предтечи. Арх Юхан Вийсте
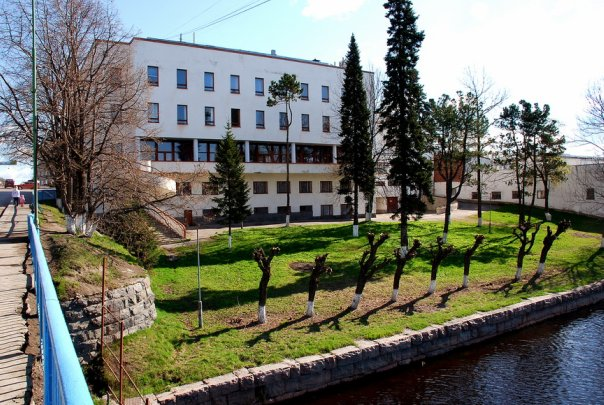
Гостиница Сеурахуоне. Арх. Онни Тарьянне (1908), Эркки Хуттунен (реконструкция 1939)
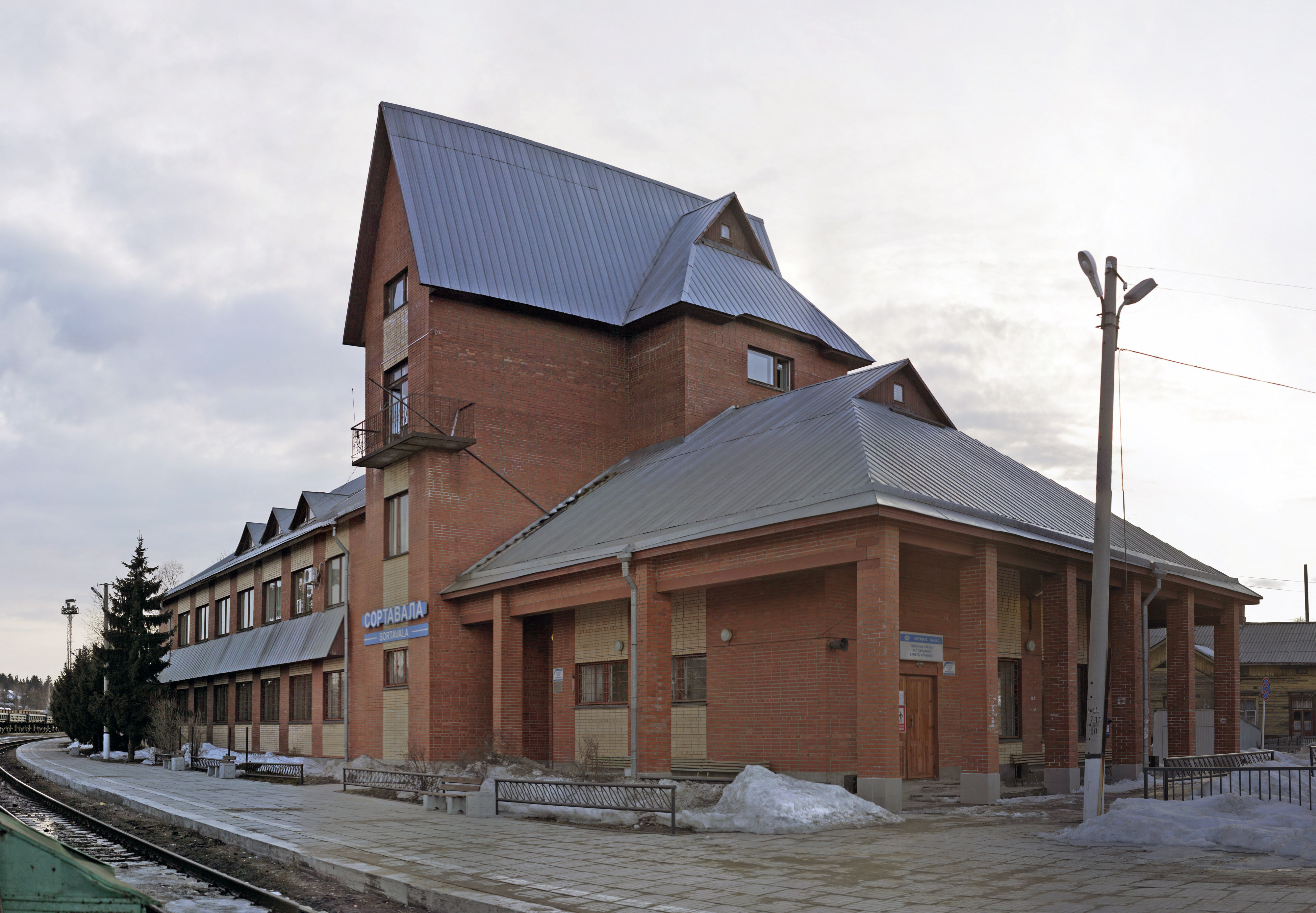
Железнодорожный вокзал. Апрель 2013
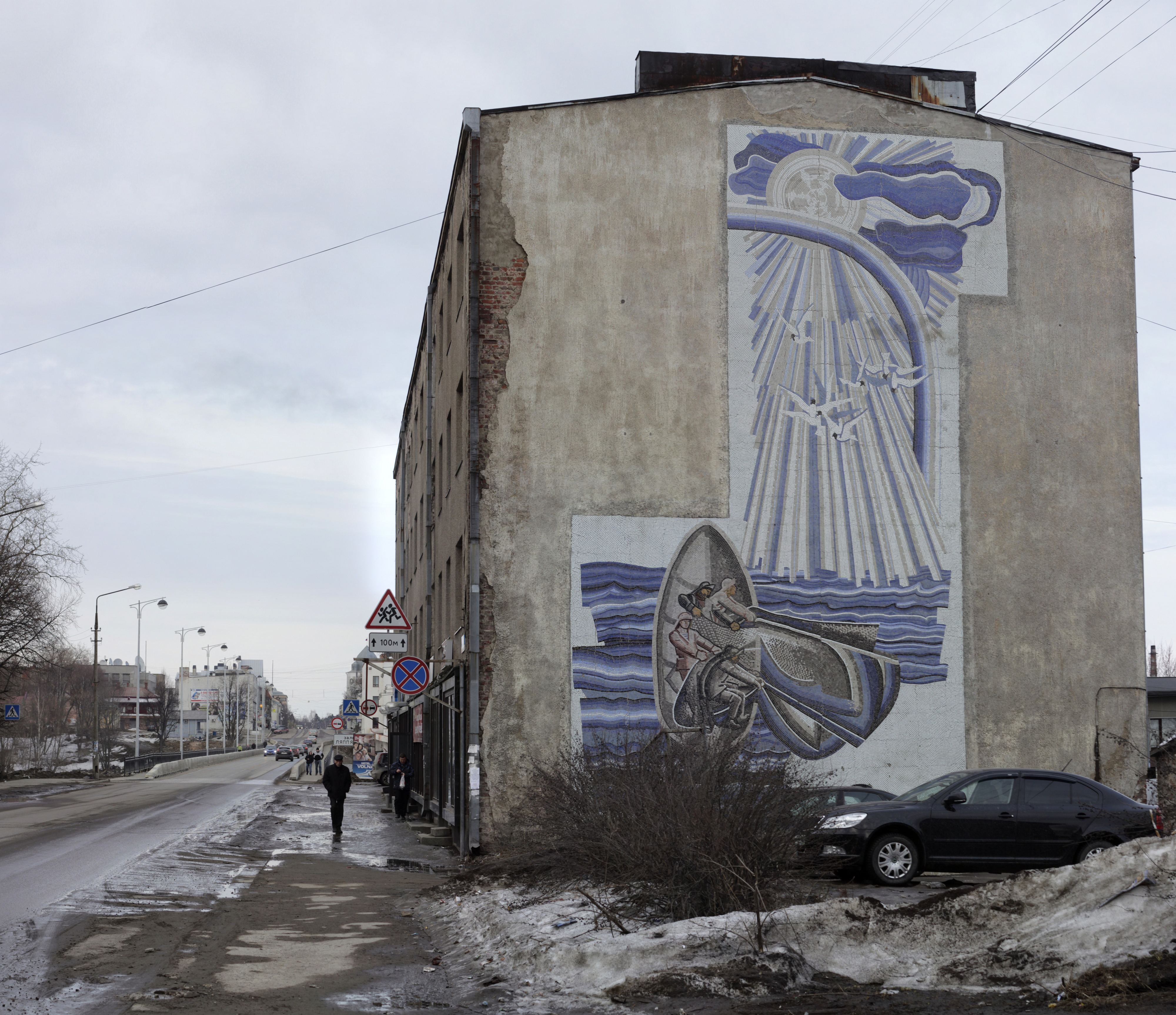
Карельская улица, здание с мозаикой на торце. Апрель 2013
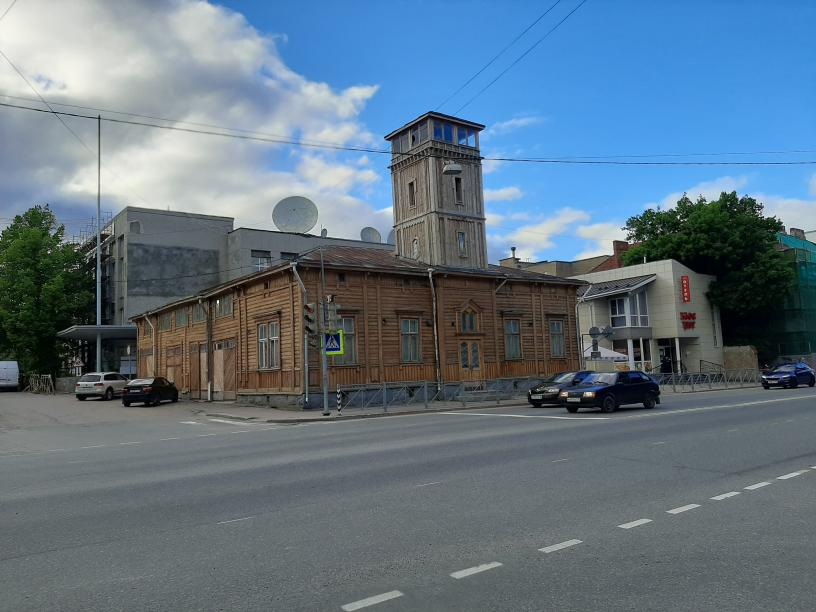
Историческое здание пожарной части

### Памятники истории
- Братская могила 728 советских воинов, погибших в годы Великой Отечественной войны[82]. В 1959 году на могиле установлена скульптурная группа, изображающая коленопреклонённого воина и женщину с ребёнком[83].
- Памятник в честь 25-летия освобождения Карелии от финских захватчиков в период Великой Отечественной войны. Памятник установлен в 1969 году на Петрозаводском шоссе, представляет собой 122-мм гаубицу, установленную на высоком постаменте[83].
- Памятник воинам-героям обороны Сортавалы в 1941 году. Установлен на 18-м км шоссе Сортавала—Лахденпохья в 1975 году[83].

## Культура и искусство
Культурная жизнь города сосредоточена вокруг нескольких культурных центров. В Выставочном центре Кронида Гоголева, помимо постоянной экспозиции знаменитого резчика, проводятся тематические и авторские выставки.
Выставочной площадкой является также Региональный музей Северного Приладожья, где, наряду с основной экспозицией, посвящённой истории края, часто проходят культурные и научные мероприятия.
В городском доме культуры также проводятся различные культурные мероприятия.
Ещё в 1967 году, по инициативе Тойво Хаккарайнена, в Сортавале была открыта художественная студия, впоследствии возглавляемая К. А. Гоголевым. В настоящее время школа продолжает работу по методическим разработкам своего знаменитого руководителя и носит его имя.
В городской детской музыкальной школе юных сортавальцев обучают различным музыкальным и певческим дисциплинам. Неподалёку от города, в посёлке Кирьявалахти с середины 1960-х в историческом здании «Дача аптекаря Яскеляйнена», построенном Паули Бломстедтом в 1935 году, располагается Дом творчества композиторов «Сортавала».
С 2008 года ежеквартально выпускается городской альманах «Сердоболь», в котором публикуются статьи на краеведческую тематику, а также творчество местных деятелей искусств.
Центральная городская библиотека Сортавалы помещается в историческом здании Ратуши, построенном в 1885 году по проекту архитектора Ф. Шёстрёма. Наряду с обычным для российских библиотек набором изданий, в библиотеке собрана литература по истории Приладожья, фонд хранения насчитывает 40 тыс. единиц. Всего же в городе 3 библиотеки, одна из которых — детская.

## Наука и образование

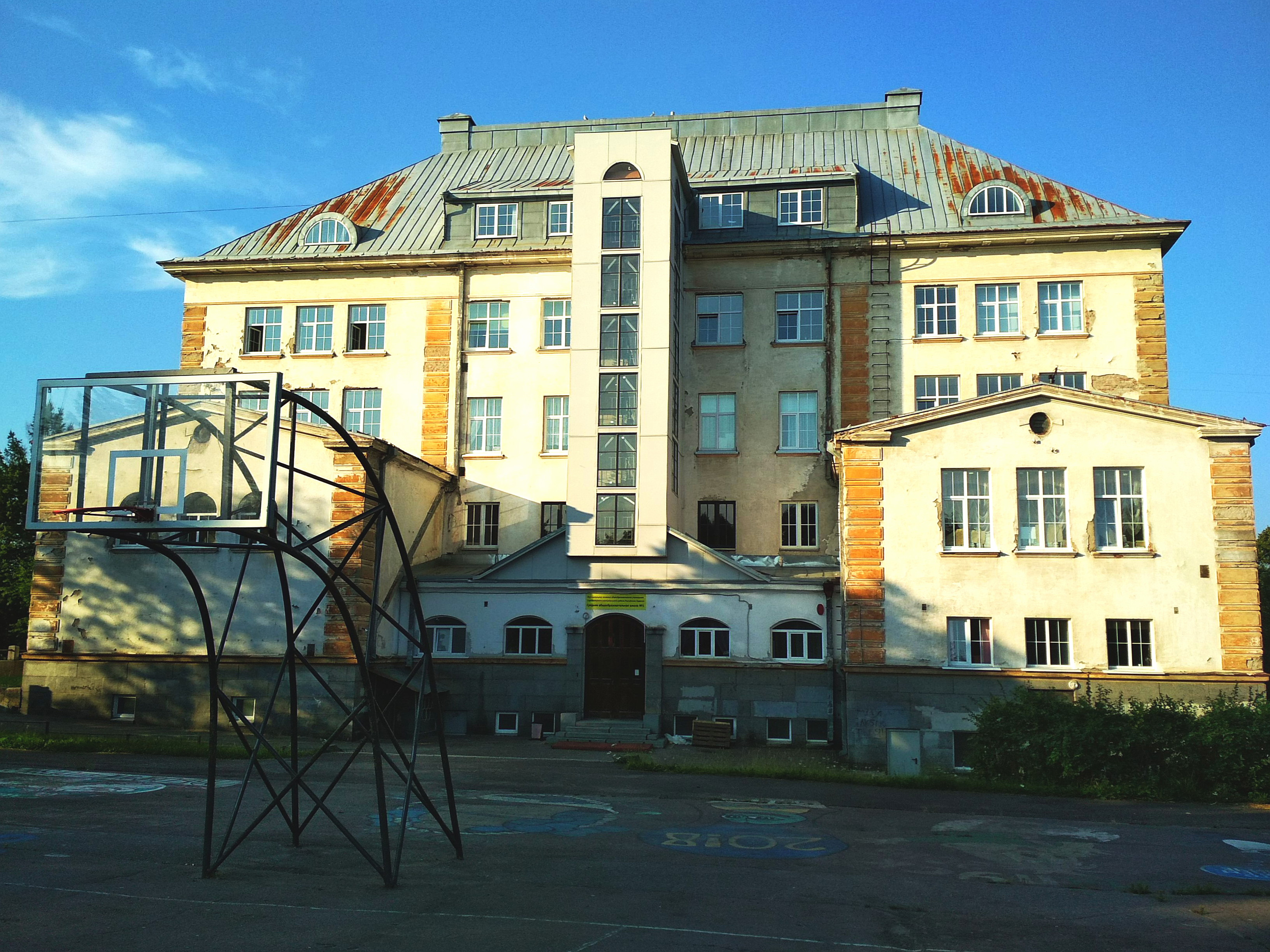
Школа № 1

В Сортавале 7 средних общеобразовательных школ, одна вечерняя, 9 детских садов, Центр развития творчества детей и юношества и детско-юношеский центр «Пульс». Сортавала является субрегиональным образовательным центром, позволяющим получить среднее-техническое образование жителям всего Северного Приладожья. В городе функционирует Сортавальский колледж, образовавшийся в результате реорганизации путём слияния Сортавальского торгово-экономического техникума и Сортавальского сельскохозяйственного техникума. Есть представительство Северо-Западного заочного политехнического университета.

## Здравоохранение
В городе расположены две больницы: ЦРБ Сортавальского муниципального района и сортавальский филиал Республиканской больницы им. В. А. Баранова, поликлиника на станции Сортавала НУЗ «Отделенческая клиническая больница на ст. Петрозаводск» ОАО «РЖД», три аптеки.

## Спорт
В 1929 году был основан спортивный клуб Sortavalan Palloseura (SPS). В 1930-х годах он был разделён на два клуба: Sortavalan Palloseura (SPS) и Sortavan Pallo (SP). Основными видами спорта в клубах были футбол, песапалло (финский вариант бейсбола) и хоккей с мячом. В 1945 году клуб Sortavalan Palloseura перебазировался в Финляндию, где в 1946 году был переименован в хоккейный клуб «КалПа» (фин. Kalevan Pallo (KalPa)).
Подготовкой спортсменов в городе занимается Детско-юношеская спортивная школа (ДЮСШ) № 3 — образовательное учреждение физкультурно-спортивной направленности высшей категории. Там традиционно развиваются академическая гребля, волейбол (в том числе пляжный), конькобежный спорт и другие виды спорта. Соревнования по различным видам спорта проводятся на городском стадионе, в конце 2010 года началась его комплексная реконструкция на средства федерального бюджета.
В зимнее время традиционно проводится чемпионат и первенство Карелии по конькобежному спорту памяти заслуженного мастера спорта, уроженца Сортавалы Сергея Хлебникова.
Футбольная команда «Сортавала» в 1990-х годах участвовала в третьем дивизионе первенства Финляндии, в 1995 году стала победительницей турнира Кубок чемпионов МРО «Северо-Запад».

## Связь
В городе функционируют несколько интернет-провайдеров, некоторые из них ещё и осуществляют телевещание в городе путём передачи сигнала через кабельное соединение. Высоко развито спутниковое телевидение — более половины населения смотрят телевидение высокой чёткости. С 2013 года компания Ростелеком предоставляет услуги цифрового интерактивного телевидения.
Кроме того, работают четыре мобильных оператора: Мегафон, Билайн, МТС, Теле-2. Стационарная телефонная связь осуществляется услугами компании Ростелеком.

## Средства массовой информации
В Сортавале выходят несколько периодических изданий: «Ладожский край» — еженедельная газета Северного Приладожья и газета «Ладога-Сортавала», приладожская газета «Вести Приладожья». Вещает один местный кабельный телеканал «Брэвис», а также радиостанции Радио России (67,15 FM), Радио Маяк (69,13), Русское Радио Сортавала (100,8 FM), Авторадио (101,9 FM) и Дорожное радио (102,6 FM), а также финское Radio Nova. Работает городская проводная радиосеть.

## Города-побратимы
- Йоэнсуу, Финляндия
- Китеэ, Финляндия
- Боген, Германия[104][105]
- Сердобск, Россия

## Почётные граждане города
Положение о присвоении звания «Почётный гражданин города Сортавала» утверждено в 1995 году.
| Год присвоения звания | Фамилия, имя, отчество           |
| --------------------- | -------------------------------- |
| 1996                  | Гоголев, Кронид Александрович    |
| 1997                  | Дубровский, Алексей Орестович    |
| 1999                  | Ермолаева, Импи-Элина Матвеевна  |
| 2007                  | Хаккарайнен, Тойво Александрович |
| 2016                  | протоиерей Андрей Бондаренко     |